# Le Témoin (journal)
Pour les articles homonymes, voir Le Témoin.
Le Témoin est un périodique satirique illustré français fondé et dirigé par Paul Iribe de 1906 à 1910, puis de 1933 à 1935. Entre-temps, il connut une nouvelle formule baptisée Le Mot (1914-1915). 

## Histoire
Entre la fin 1905 et le début 1906, le dessinateur et caricaturiste Paul Iribe lance Le Témoin, un hebdomadaire en partie illustré. La mise en page, la maquette, la typographie sont regardées aujourd'hui comme exceptionnelles : le titre, par exemple, ne possède aucun empattement, fait rarissime à cette époque. Les dessins de couverture, produits par Iribe, rappelle le style d'un Aubrey Beardsley. La couverture et la double page centrale sont imprimées le plus souvent en bichromie, très rarement en trichromie, avec des jeux entre aplats noir, blanc et monochrome superposés et détourés, comme dans l'illustration ci-contre (couverture d'Iribe du 16 octobre 1909).
Le financement est assuré par Dagny Bjornson-Langen, avec laquelle Iribe est en relation : Dagny est divorcée de l'éditeur Albert Langen, le fondateur du magazine satirique allemand Simplicissimus. 
Le ton du journal se veut nationaliste, tout en conservant une dimension anarchiste et ouvriériste, reflets des supports avec lesquels Iribe a travaillé depuis 1901, comme L'Assiette au beurre auquel il emprunte sans doute une certaine liberté de ton et ses quelques trouvailles graphiques, tout en privilégiant une forme de dépouillement qui caractérise bien un nouveau style qui émerge vers 1906 : c'est ainsi qu'on voit en Iribe l'un des fondateurs du courant art déco. 
Iribe accueille comme illustrateurs de futurs grands noms de l'art moderne : Lyonel Feininger, Galanis, Juan Gris, Marcel Duchamp, et le jeune Jean Cocteau. Du côté des lettres, il consacre par exemple tout un numéro au lancement en feuilleton de La Princesse de Colchide de Paul-Jean Toulet.

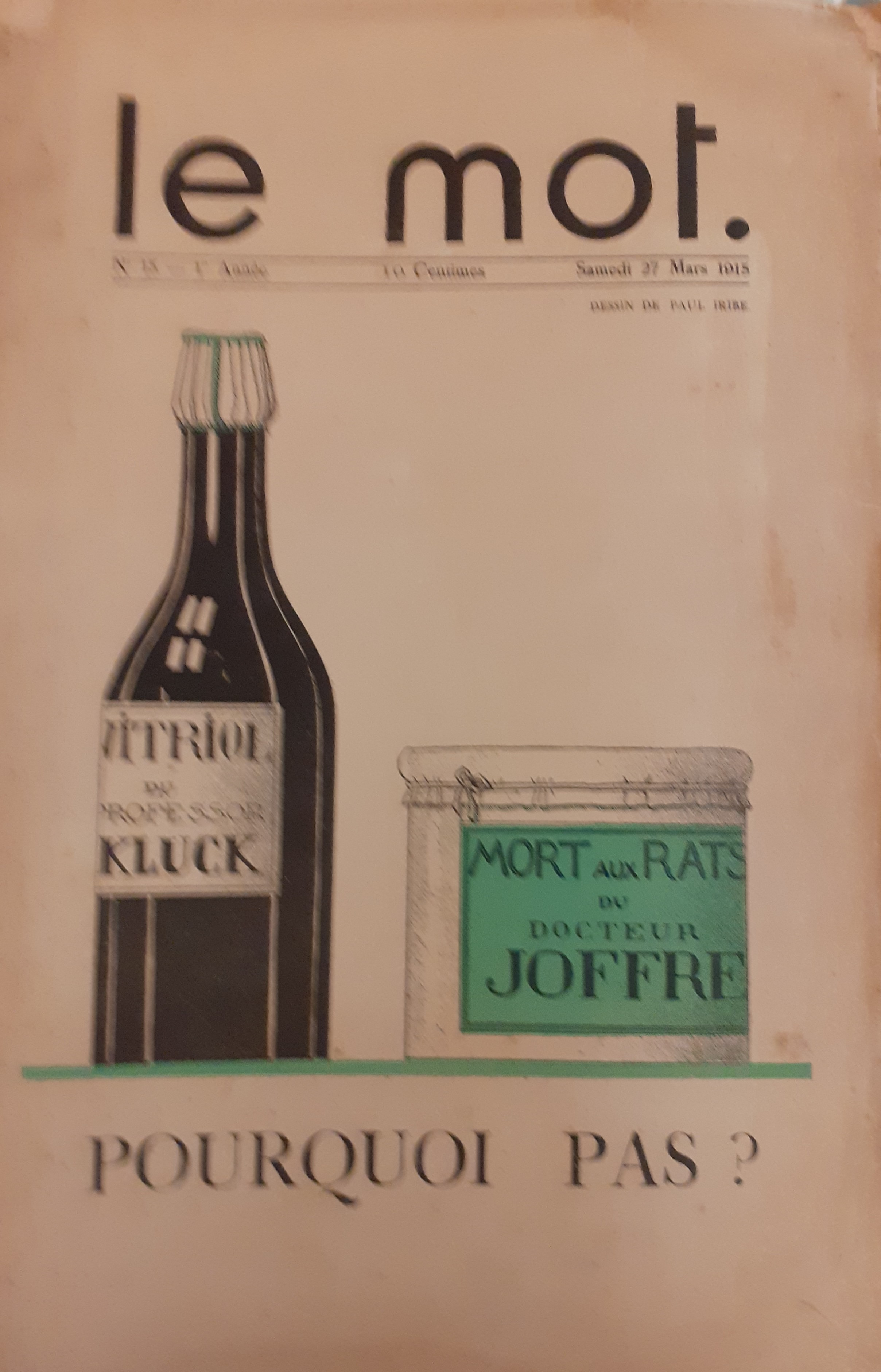
Page de couverture du magazine le Mot créé par Paul Iribe

Cette première formule prend fin sans doute durant l'été 1910 : Iribe avait cofondé une sorte d'agence de communication graphique, la « Société générale d'impression et de publicité », au 22 rue Ganneron à Paris et c'est là qu'il imprime la plupart de ses travaux éditoriaux relatifs à l’architecture d'intérieur, à la mode, à la publicité et à la « littérature ».

### Le Mot
Le 28 novembre 1914, soit près de quatre mois après le déclenchement de la Première Guerre mondiale, Paul Iribe prend le pari de relancer un hebdomadaire satirique : si Le Mot ressemble beaucoup au Témoin, c'est que le titre reprend la même typographie. De 4, il passe à 12 pages et tire à plus de 10 000 exemplaires « mis gratuitement à la disposition des officiers et des soldats ». Comme illustrateurs on retrouve Jean Cocteau (qui signe « Jim »), mais aussi Sem, Albert Gleizes (dans des compositions abstraites tirées sur bois), André Lhote, Léon Bakst, Raoul Dufy... Il prend fin le 1er juillet 1915. Il fut durant cette petite année le seul hebdomadaire illustré français disponible dans les kiosques et sur le front : lancé en janvier de son côté, le périodique d'Henri Maigrot, devenu La Baïonnette et résolument plus « bourrage de crâne », prit le relais : Iribe fournit de nombreux dessins.

### Le Témoin(1933-1935)
L'apparition de cette nouvelle formule du Témoin, le 10 décembre 1933, s'explique sans doute par le triomphe d'Hitler en Allemagne et la poussée des voix communistes en France au moment où le courant radical-socialiste échoue à relancer l'économie, à rassembler l'opinion qui ressent plus durement les effets de la crise : Paul Iribe s'y présente en chevalier des industries et artisans français, illustrant la plupart des couvertures par une Marianne longiforme et à l'air sévère (qui emprunterait ses traits à Gabrielle Chanel), tour à tour menacée par divers ennemis. Le ton du périodique est ultranationaliste, antisoviétique, antihitlérien, et progressivement xénophobe : il est jugé « confidentiel et inutile » par Edmonde Charles-Roux, qui regrette qu'Iribe se soit montré particulièrement violent au moment de l'affaire Stavisky et des événements du 6 février 1934, allant jusqu'à récupérer la verve judéophobe et anti franc-maçonne d'une certaine presse populiste complotiste. 
Paul Iribe meurt le 21 septembre 1935, foudroyé par une embolie : après son 69e numéro paru le 30 juin, son magazine ne lui survécut pas.

## Galerie

Dessins de Paul Iribe
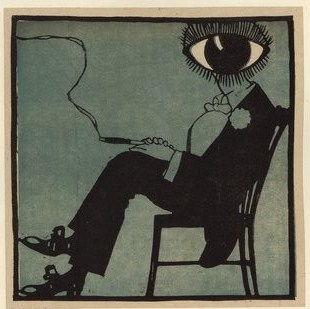
Personnage récurrent créé par Iribe pour Le Témoin (1906-1910).
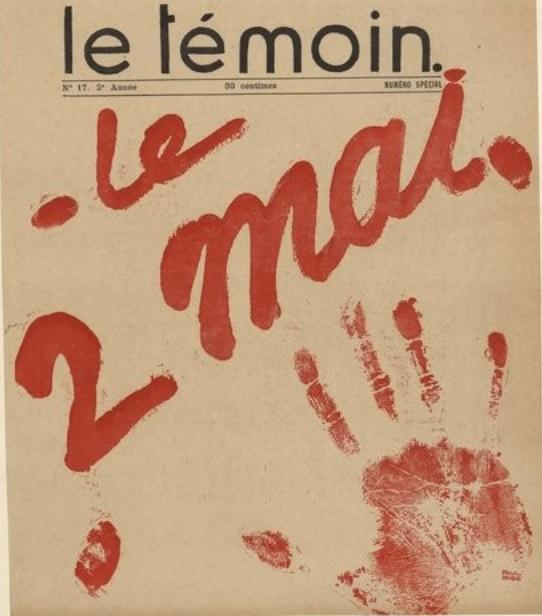
Exemple de jeu graphique pour Le Témoin (mai 1907 ?).
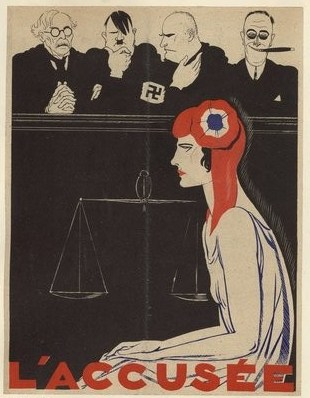
Illustration de la couverture du Témoin (7 janvier 1934).